# Бурдель, Эмиль Антуан
Эми́ль-Антуа́н Бурде́ль (фр. Emile Antoine Bourdelle; 30 октября 1861, Монтобан, Тарн и Гаронна — 1 октября 1929, Ле-Везине, Ивелин) — французский скульптор, ученик Огюста Родена.

## Биография
Бурдель родился в семье ремесленника в городе Монтобан на юге Франции. Отец был резчиком по дереву и мастером-мебельщиком, реставрировал древние скамьи церкви Сен-Жан и изготовил для неё две скульптуры апостолов. Мать — Эмили Рей (1840—1888), дочь ткачихи. Эмиль-Антуан Бурдель — полное имя, но чаще его называли просто «Бурдель», отчего возникала некая двусмысленность. В письме 1909 года художник заметил: «[…] меня зовут Эмиль-Антуан Бордель. Я из скромности подписываюсь Бурдель, и сам мой отец подписывался Бурдель, хотя такое имя означает несколько мелких ферм или борделей […]. Сам художник в шутку подписывал свои произведения: «Bordelles dit Bourdelle» (Бордель, известный как Бурдель).
С 1874 года, в возрасте тринадцати лет, он поступил учеником в столярную мастерскую отца, помогая в рисовании украшений для мебели. Впоследствии мастер вспоминал, что своим творчеством он многим обязан отцу, от которого он перенял «принципы архитектоники»: «Чёткая соразмерность отдельных частей в мебели научила меня искать внутреннюю структуру вещей». Законченного академического образования будущий художник не получил. Поэт Эмиль Пувийон оказал помощь семье и отправил юношу в Тулузу. Его талант был замечен банкиром Ипполитом Лаказом, который в 1876 году наградил его стипендией Тулузской академии изящных искусств.

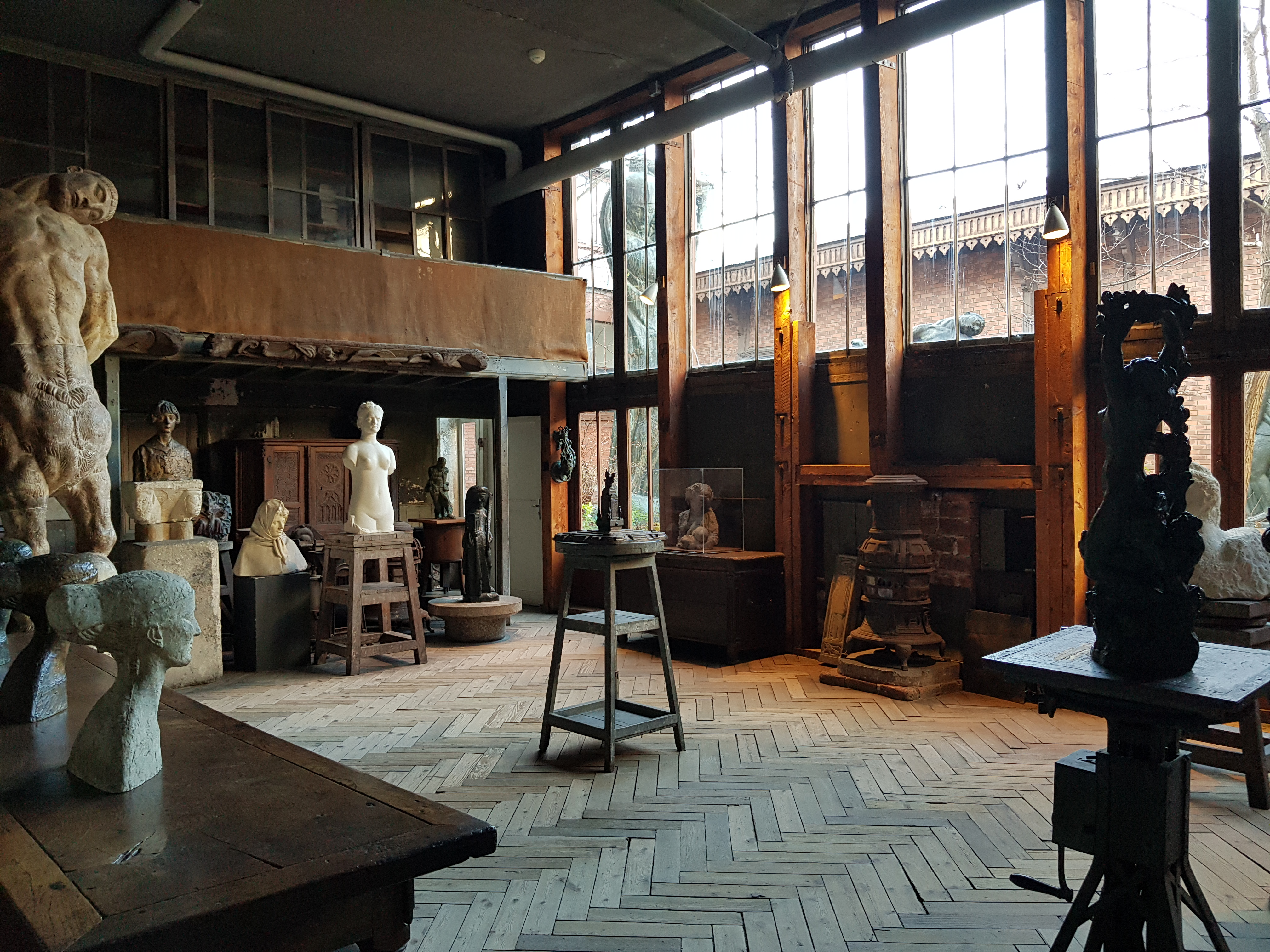
Мастерская Бурделя. Дом-музей Бурделя (Париж)

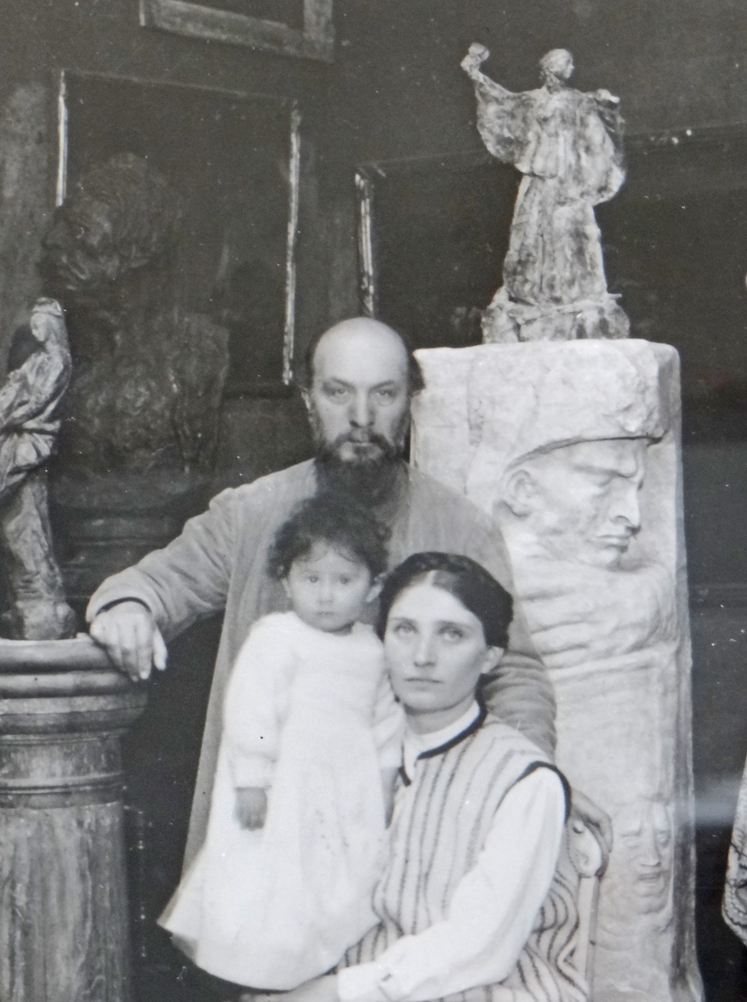
Бурдель в своём доме-мастерской со второй женой Клеопатрой Севастос и дочерью Родией. Фотография 1913 г.

В 1883 году Бурдель получил призовое место за скульптуру в конкурсе на муниципальную премию города Тулузы, что позволило ему получить стипендию для продолжения учебы в Париже в Академии изящных искусств. Однако в 1886 году Бурдель покинул академию, лишившись стипендии.
Некоторое время он работал помощником в мастерских скульпторов Александра Фальгьера и Жюля Далу. Он арендовал скромную мастерскую в переулке дю Мэн, 16 в Париже, в которой работал до самой смерти. Эта мастерская после нескольких расширений стала ныне действующим Домом-музеем Бурделя.
Чтобы заработать на жизнь Бурдель продавал свои рисунки в конторе парижских продавцов произведений искусства «Goupil & Cie». Он также работал на Тео Ван Гога, брата знаменитого Винсента.
Со временем Бурдель стал независимым скульптором и начал выставлять свои произведения в Парижском салоне, в основном портреты. В 1884 году представил в Салоне бюст композитора Армана Сантиса, а в 1885 году скульптуру «Первая победа Ганнибала» (Première victoire d’Hannibal), на сюжет восходящий к роману Гюстава Флобера «Саломбо».
В 1893 году Эмиль Антуан Бурдель поступил учеником и помощником в мастерскую Огюста Родена. Он принял участие в конкурсе на памятник погибшим на Франко-прусской войне 1870 года в Монтобане, его родном городе. Проект вызвал сокрушительную критику художников-академистов. В конце концов проект был принят в 1897 году благодаря вмешательству Родена. Памятник был закончен в 1902 году.
1900 год стал поворотным моментом в творческой жизни Бурделя. Он отмечен участием во Всемирной выставке в Париже. Скульптор также выполнил первую версию скульптуры «Голова Аполлона», дистанцируясь от эстетики Родена и приближаясь к стилизации архаической скульптуры Древней Греции, которая станет определяющим методом его последующего творчества.
Вместе с Роденом и Жюлем Дебуа он основал бесплатную школу для преподавания скульптуры, но она просуществовала очень недолго. 22 марта 1904 года он женился на Стефани Ван Парис (1877—1945), художественном критике, писавшей об Эли Форе и Огюсте Родене. У них родился сын — Пьер Бурдель (1901—1966), который станет скульптором-декоратором и сделает карьеру в США.
1917 год ознаменовался смертью его наставника и друга Огюста Родена в Медоне. 17 июня 1918 года Бурдель женился второй раз на Клеопатре Севастос (1882—1972) в Сен-Клу. У них родилась дочь Родия (1911—2002), ставшая в 1947 году женой французского дизайнера Мишеля Дюфе.
С 1909 по 1929 год Эмиль Антуан Бурдель вёл преподавательскую деятельность в мастерской академии Гранд-Шомьер. Среди его учеников были Жермен Ришье, Альберто Джакометти и румынский скульптор Маргарет Коссачану.
В 1919 году скульптору было присвоено звание кавалера ордена Почётного легиона. В 1924 году Эмиль Антуан Бурдель заболел ревматизмом, что значительно осложнило его творческую работу. Однако в 1925 году его скульптуры демонстрировали по всему миру, от США до Японии, в том числе на Международной выставке современных декоративных и промышленных искусств в 1925 году в Париже.
В 1928 году Бурдель был прославлен как один из величайших скульпторов своего поколения. Об этом свидетельствует масштаб выставки его работ во Дворце изящных искусств в Брюсселе. Однако в конце сентября 1929 года его болезнь обострилась, и 1 октября 1929 года Бурдель скончался. Похоронен на кладбище Монпарнас в Париже.

## Творчество
В процессе становления творческого метода и индивидуального стиля Бурдель последовательно испытывал разные влияния, в том числе скульпторов Жана-Батиста Карпо и Жюля Далу. Но его не удовлетворяли помпезный стиль Наполеона III эпохи Второй империи, также как и натуралистические приёмы его учителя Огюста Родена. В 1908 году пути Родена и Бурделя окончательно разошлись. Теоретик искусства В. Г. Власов, подытоживая воспоминания, высказывания самого Бурделя и отзывы в письмах современников, обобщил главные особенности творческого метода скульптора следующим образом:

 «Как и его ровесник скульптор Аристид Майоль, Бурдель не мог удовлетвориться роденовским салонным натурализмом. Его собственный стиль резок и груб, он был „ремесленником“ в скульптуре. „Я леплю на местном наречии“, говорил Бурдель, имея ввиду своё происхождение. Бурделя интересовали проблемы монументальности и связи скульптуры с архитектурой, но не в роденовском понимании. Он любил говорить, что Роден стремится уподобить скульптуру „самой жизни“, а он „хочет сделать её архитектурой“, и главное для него „не быть рабом природы“. Бурдель работал над рельефами, памятниками, стилизовал их под греческую архаику и устанавливал на открытом воздухе. Приёмы утрирования, форсирования объёмов позволяли ему уйти от натурализма. Идею смысла формы, заложенного в ней самой, он заимствовал у Сезанна, но наполнил её своим темпераментом. Бурдель стремился усилить пластику во всех возможных направлениях и, тем самым, добиться равновесия скульптуры… „Дайте линиям подлинную свободу… Пусть пламень героев и богов осенит вас и ваши творения“, — восклицал скульптор… Произведениям Бурделя свойственна пластика, мощно вторгающаяся в окружающее пространство и подчиняющая его до такой степени, что кажется, будто воздух вокруг статуи обладает не менее значительной формой, чем сам объём»
Бурдель увлекался искусством Древней Греции, особенно эпохи архаики и ранней классики, а также скульптурой романского периода. В этом отношении показательно, что отчаянное напряжение и динамика его знаменитого «Геркулеса, стреляющего из лука» (1909), не выходит за рамки фронтальности скульптуры, свойственной античному искусству и непосредственно перекликается с Гераклом фронтонной композиции храма Афайи на острове Эгина ок. 500 года до н. э. . Бурдель «протянул связующие линии между Шартром и Эгиной, в нём жила душа древних».
Образы древнегреческой пластики вдохновили Бурделя на создание таких произведений, как «Пенелопа» (1909—1912), «Сафо» (1924—1925). Бурделю принадлежат памятники К. Альвеару в Буэнос-Айресе (1915—1923) и А. Мицкевичу в Париже (1909—1929). Он также является автором портретов О. Родена (1909), ПО. Пере (1910-е годы), А. Франса (1919) и других. Однако скульптуры Родена всегда были более популярны и любимы публикой, чем непростые для восприятия произведения Бурделя и Майоля.
В 1912—1914 годах в парижской академии Гранд-Шомьер у Бурделя училась выдающийся русский скульптор В. И. Мухина, многое почерпнувшая от своего учителя.

## Память
В 1930 году французский поэт и критик Андре Суарес писал вдове скульптора и художника: «Наш Бурдель должен иметь свой музей: и он получит его только благодаря Вам». Верная желанию мужа и благодаря крупному пожертвованию, Клеопатра Бурдель-Севастос основала музей, организованный на базе сохранившихся мастерских в переулке дю Мэн, 16 в Париже, в которой скульптор работал до самой смерти. Эта мастерская после нескольких расширений стала ныне действующим Домом-музеем Бурделя. Музей был открыт в 1949 году.

## Галерея

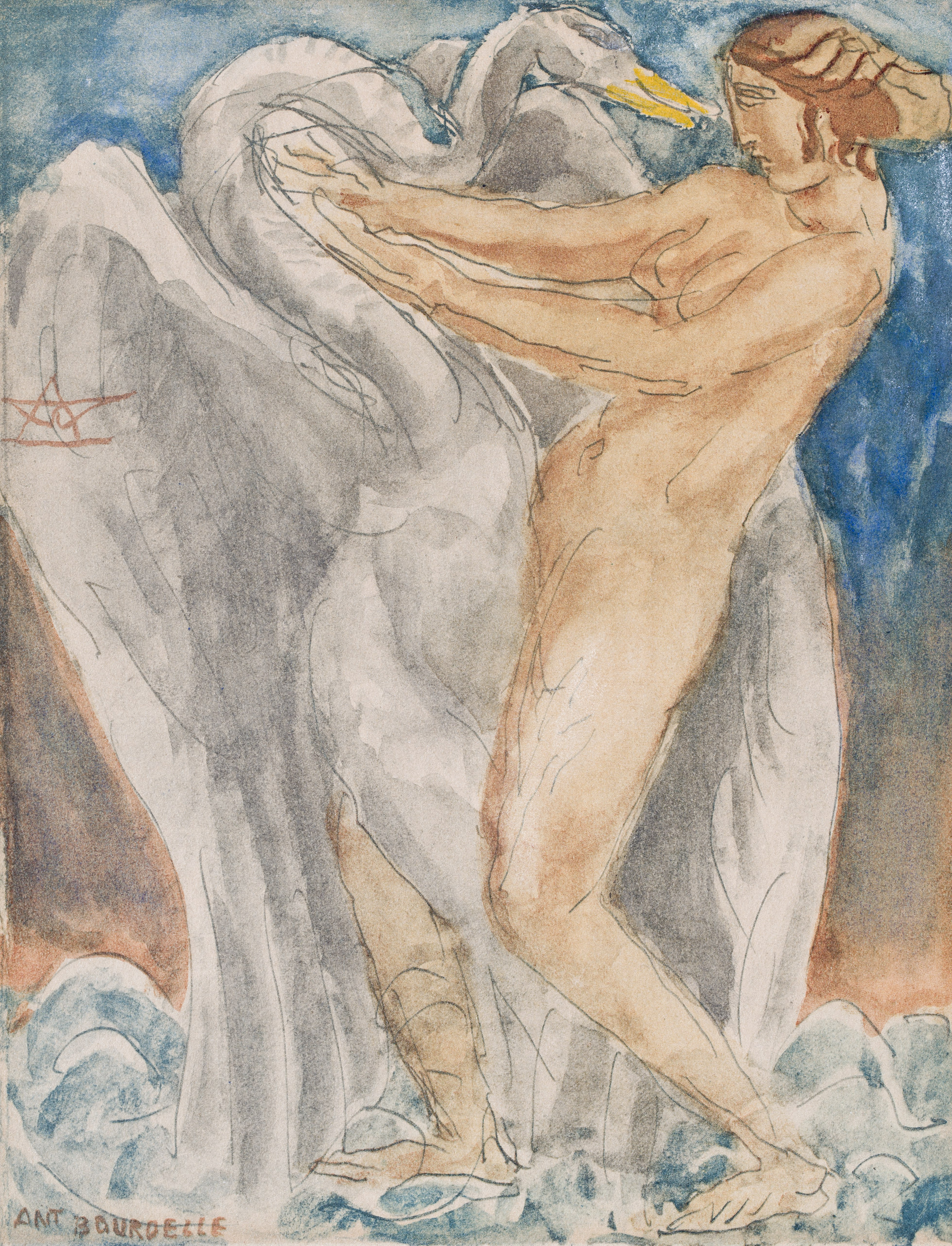
Леда и лебедь. Бумага, акварель, перо, чернила. Акварель. Музей классического искусства, Мужен
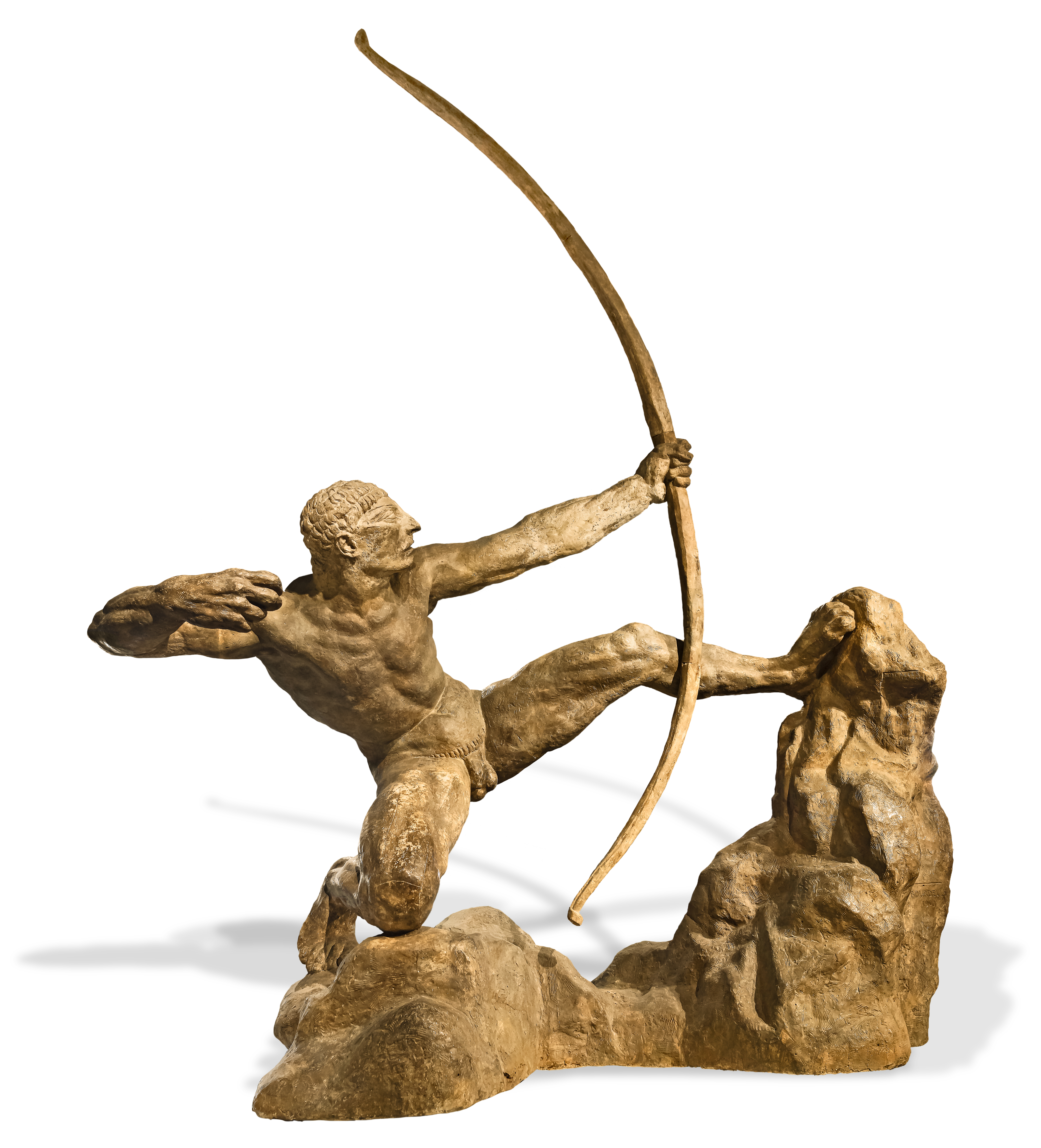
Геракл, стреляющий из лука. 1909. Гипс, бронзирование. Музей Энгра-Бурделя, Монтобан
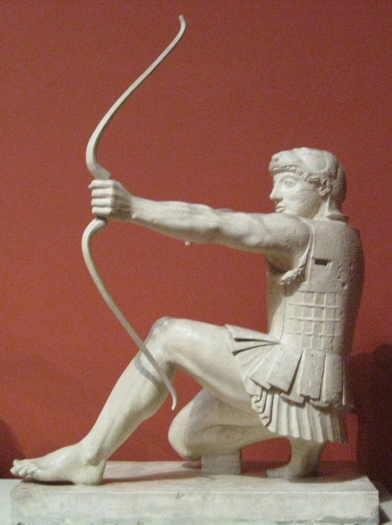
Гипсовый слепок статуи Геракла с восточного фронтона храма Афайи на о. Эгина. Ок. 500 г. до н. э. Государственный музей изобразительных искусств имени А. С. Пушкина, Москва
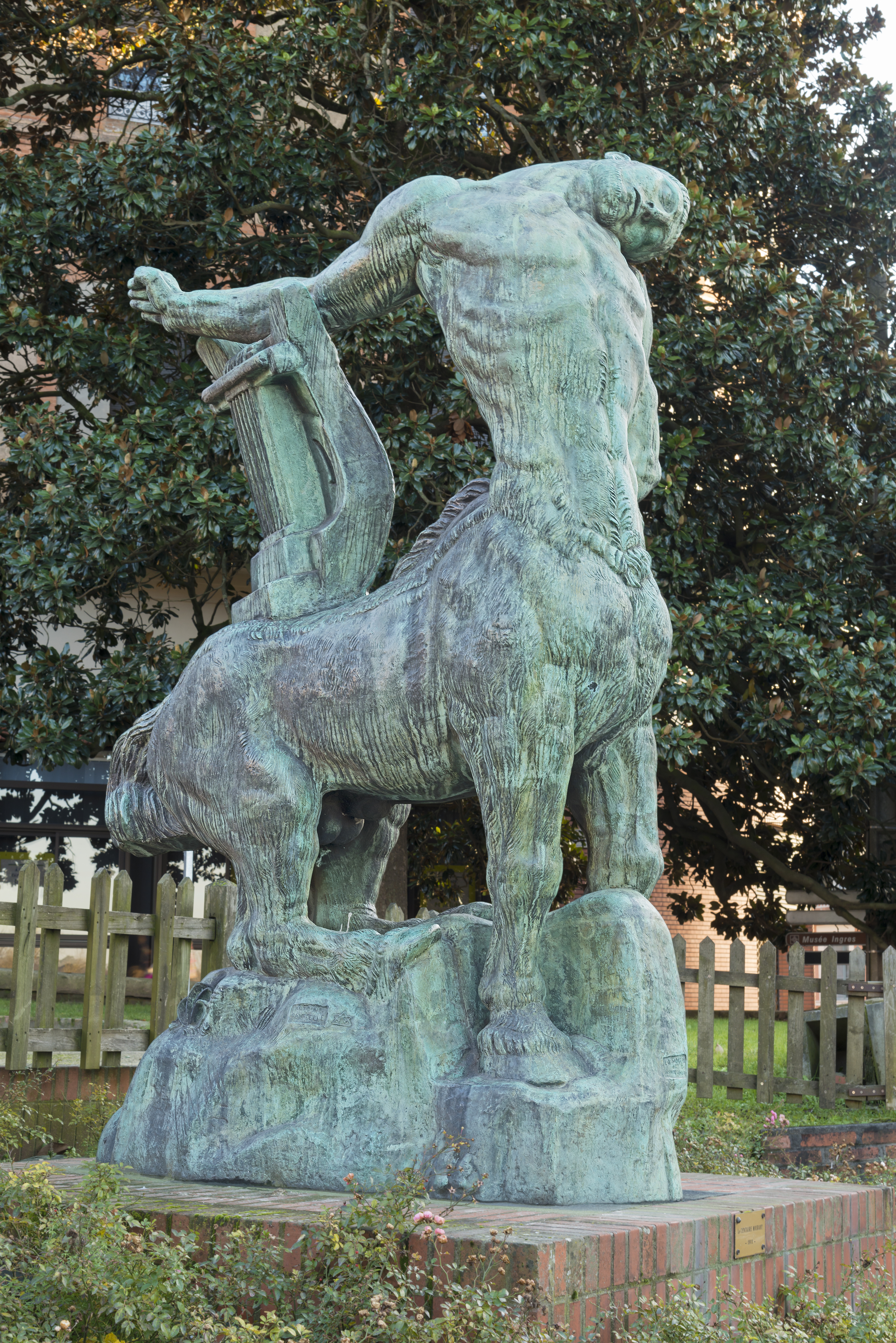
Смерть последнего кентавра. 1914. Бронза. Музей Энгра-Бурделя, Монтобан
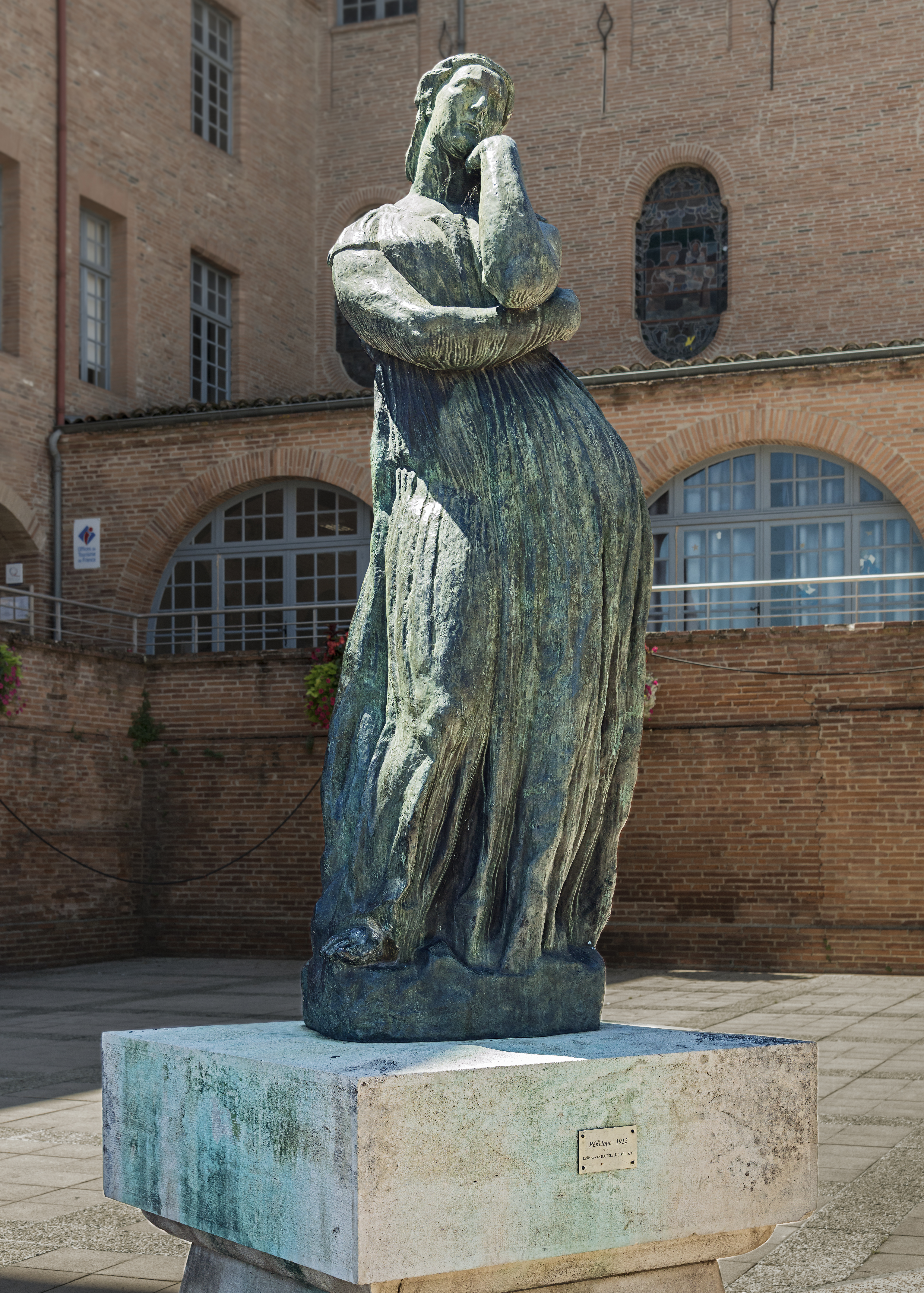
Большая Пенелопа. 1912. Бронза. Музей Энгра-Бурделя, Монтобан
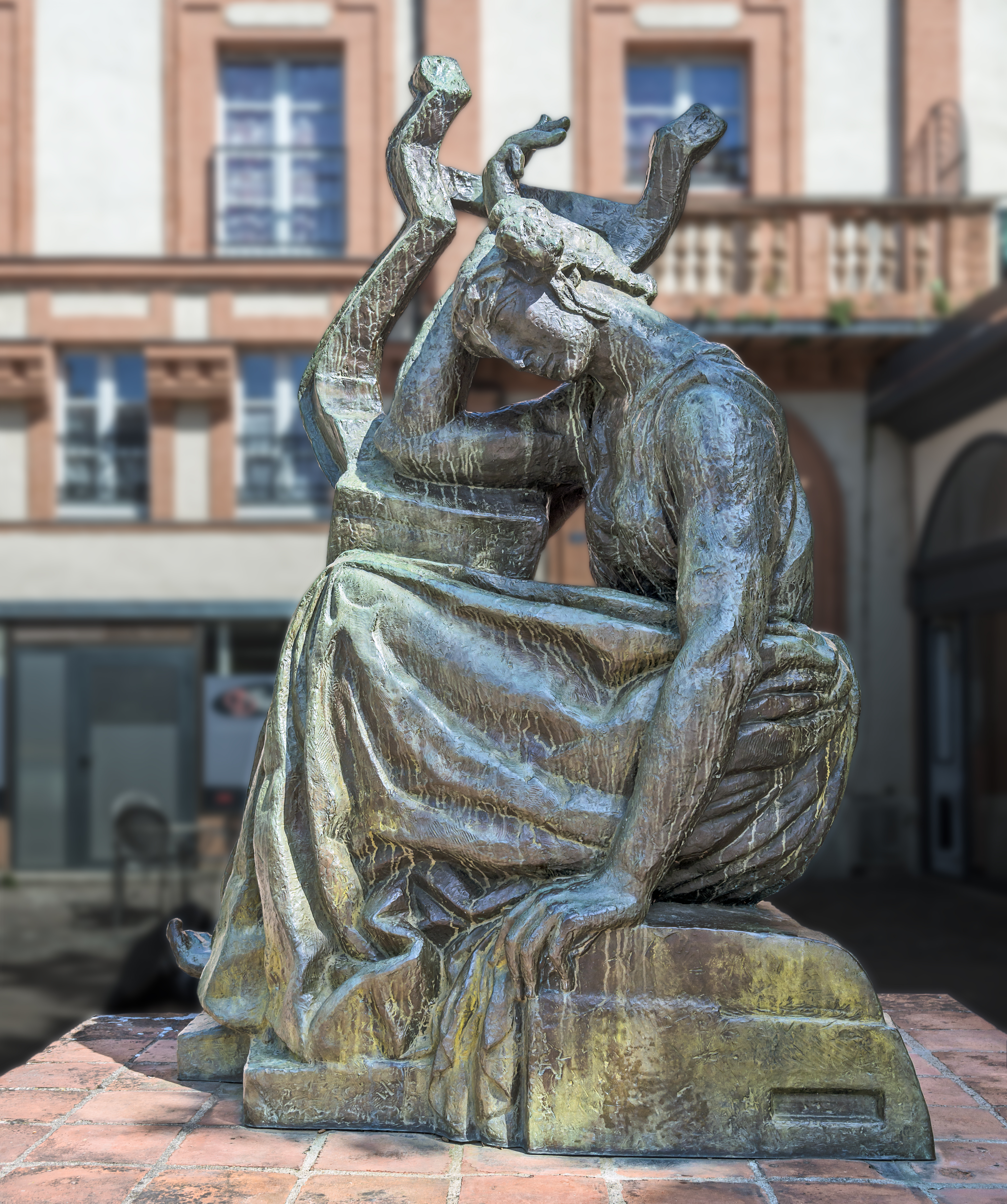
Сафо. 1925. Бронза. Площадь Лефран де Помпиньян, Монтобан
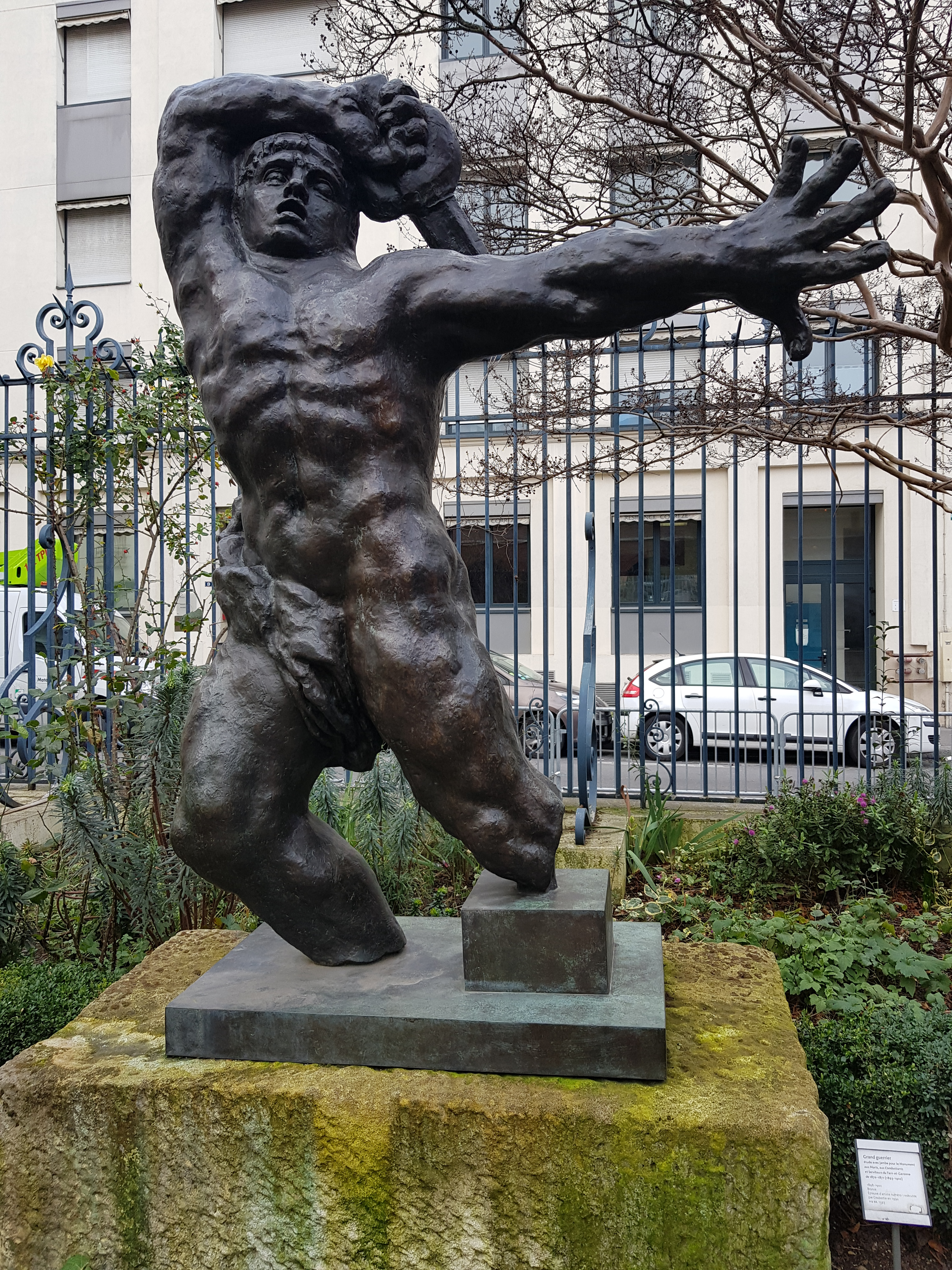
Великий воин. Бронза. Музей Энгра-Бурделя, Монтобан
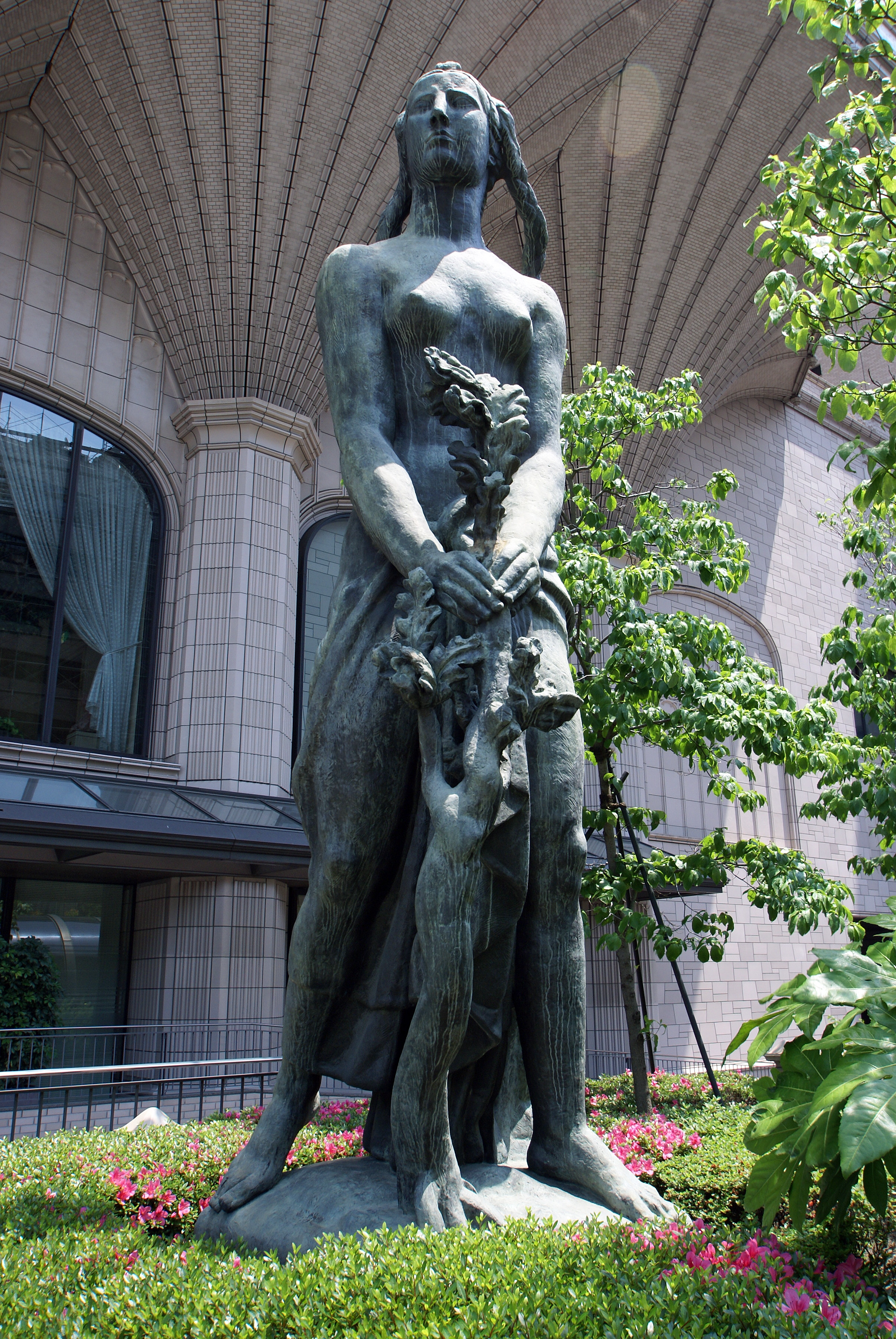
Свобода. Статуя перед зданием штаб-квартиры компании Daido Life Insurance. Осака, Япония
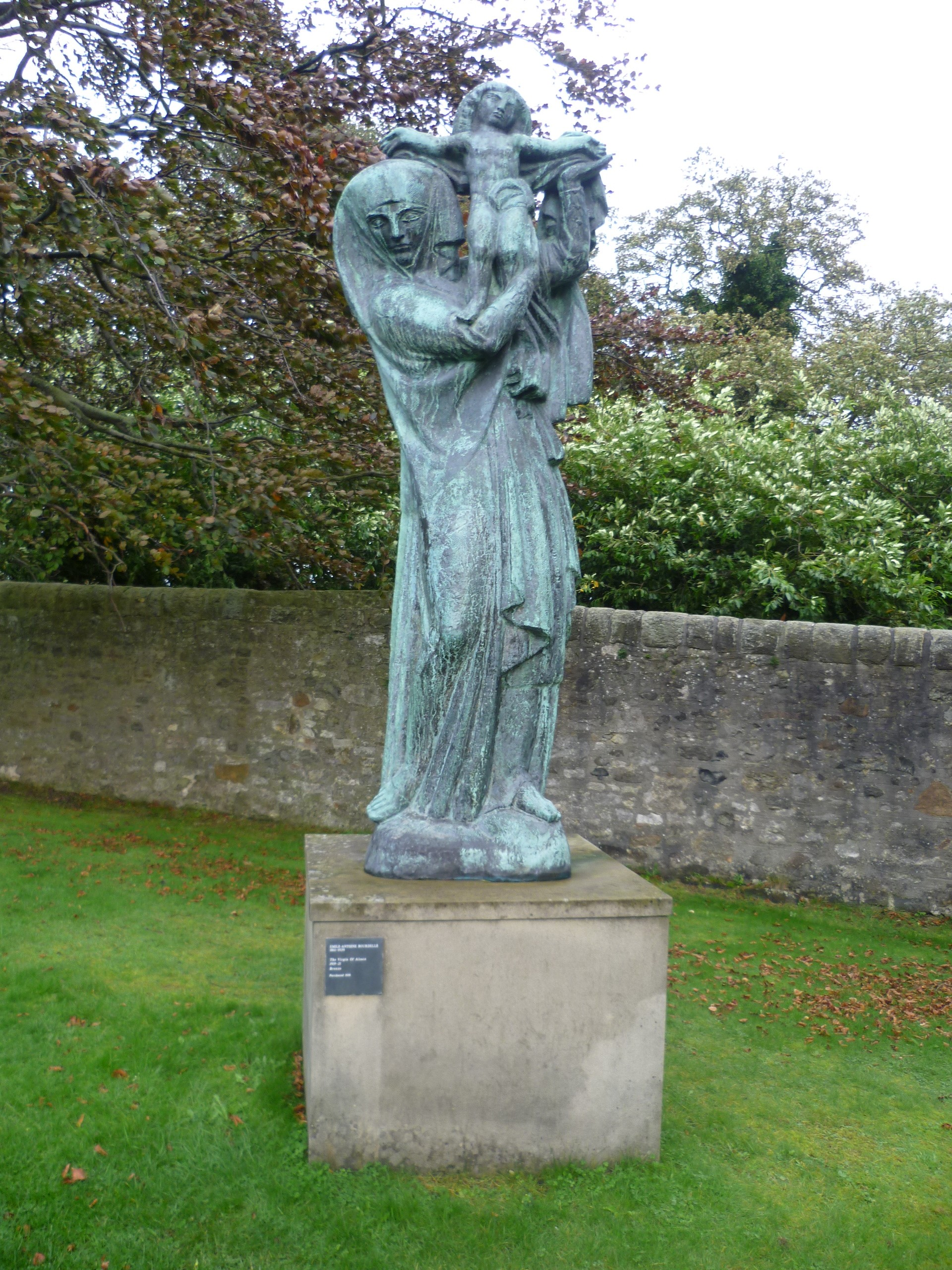
Дева Эльзаса. 1919—1922. Бронза. Национальная галерея Щотландии, Эдинбург
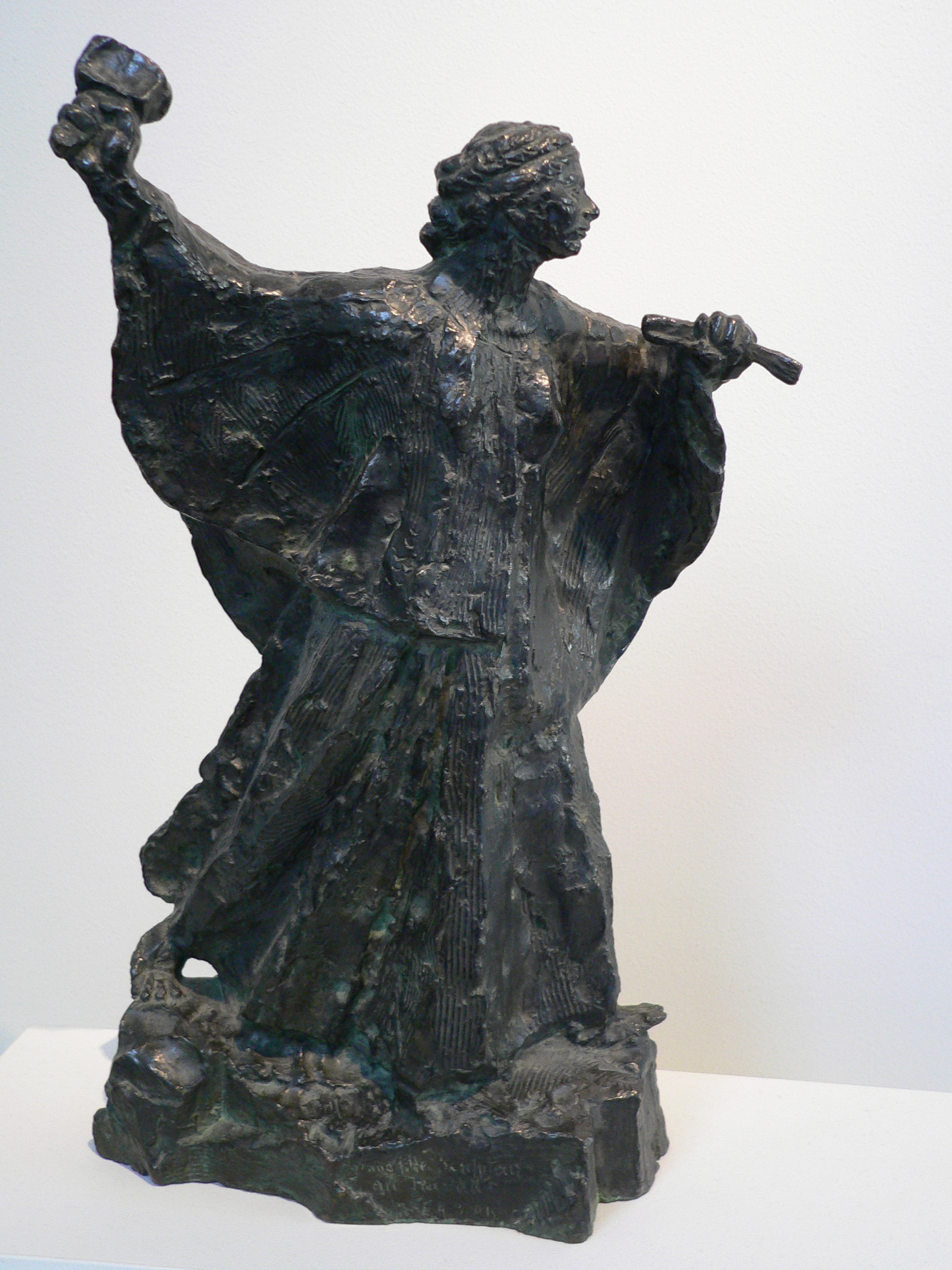
Скульптор за работой (Портрет Клеопатры Бурдель-Севастос, жены скульптора). Ок. 1906. Бронза. Стэнфордский университет, Калифорния, США
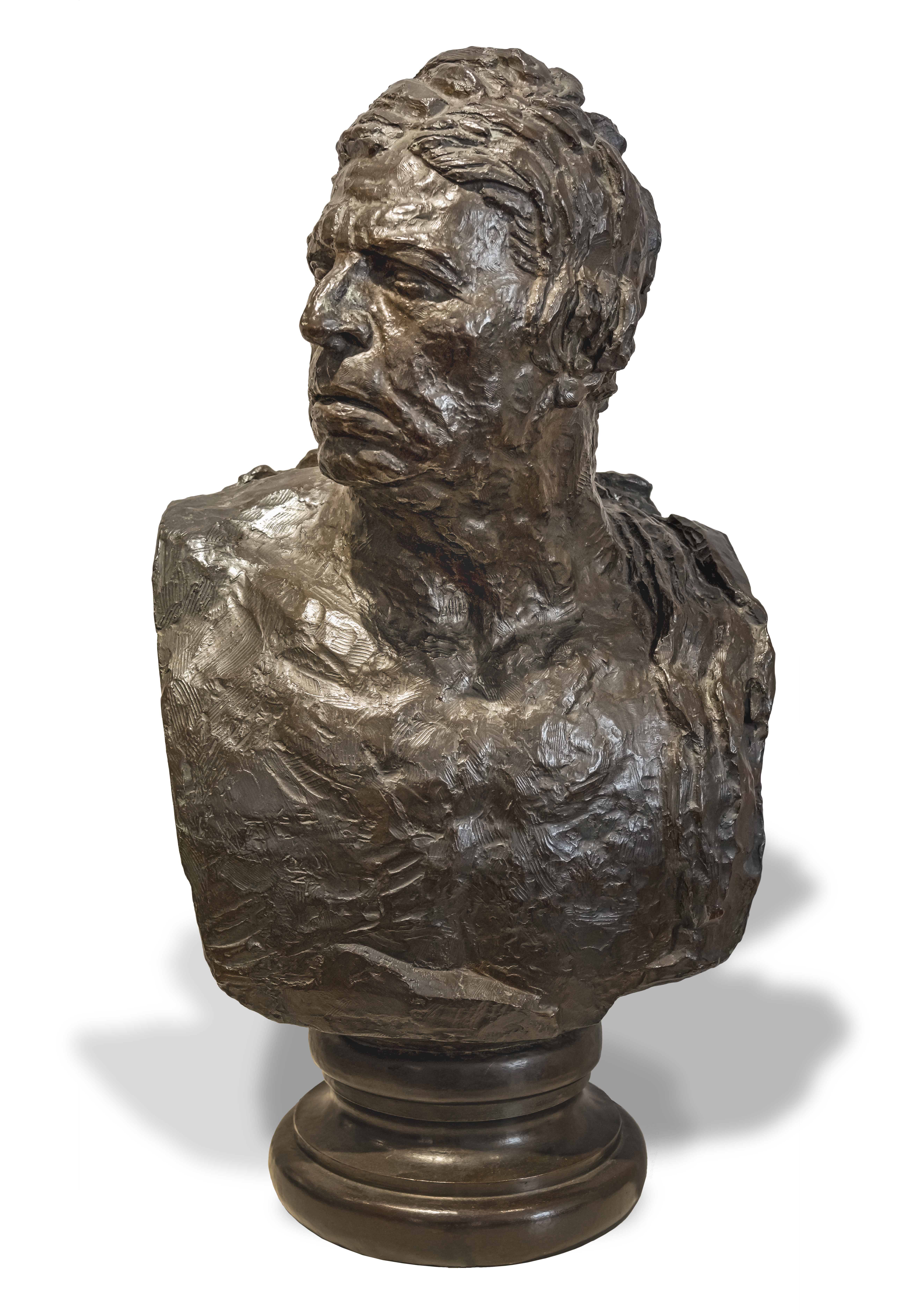
Бюст Ж. О. Д. Энгра. 1908. Бронза. Музей Энгра-Бурделя, Монтобан
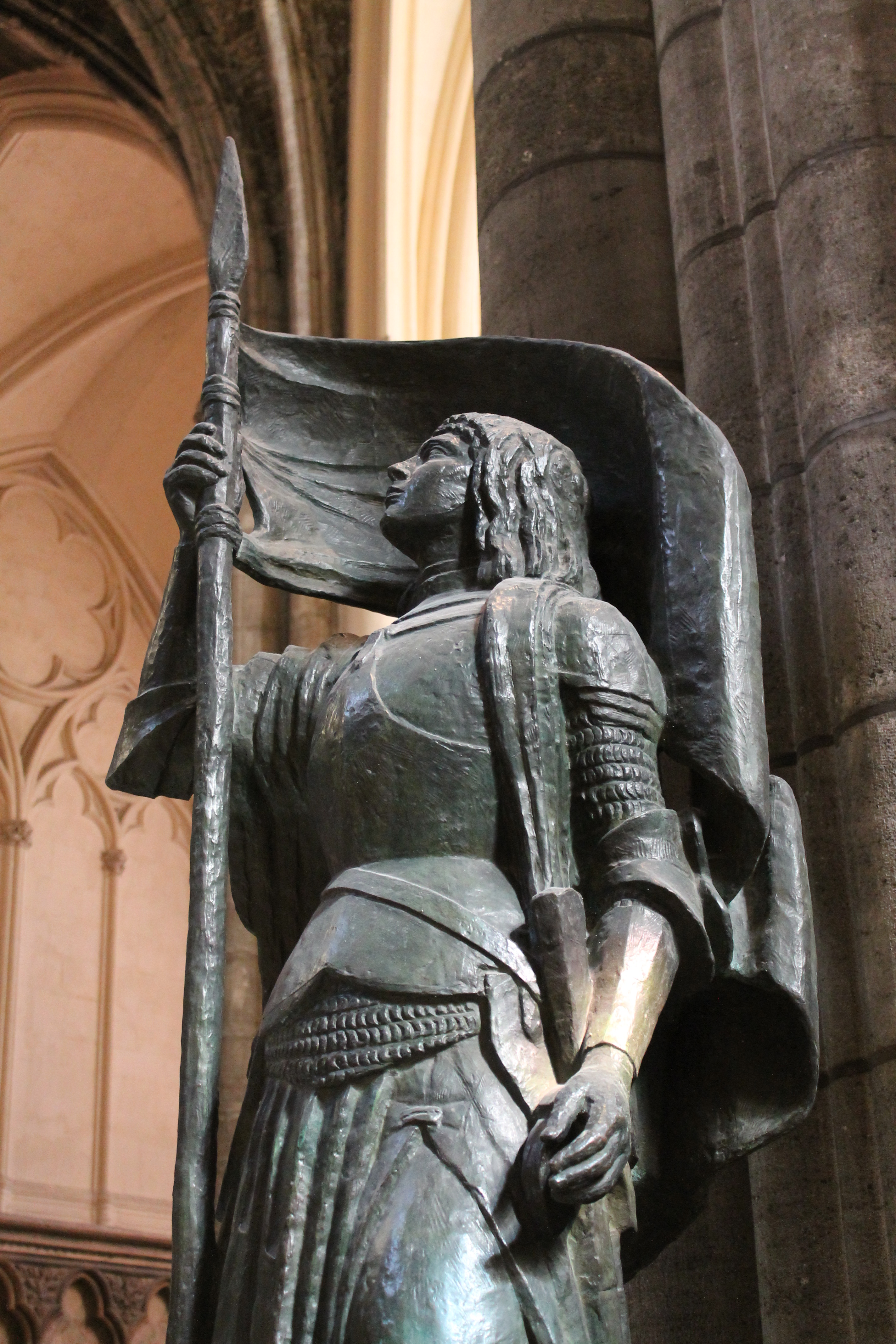
Статуя Жанны д’Арк. Бронза. Собор Сент-Андре, Бордо
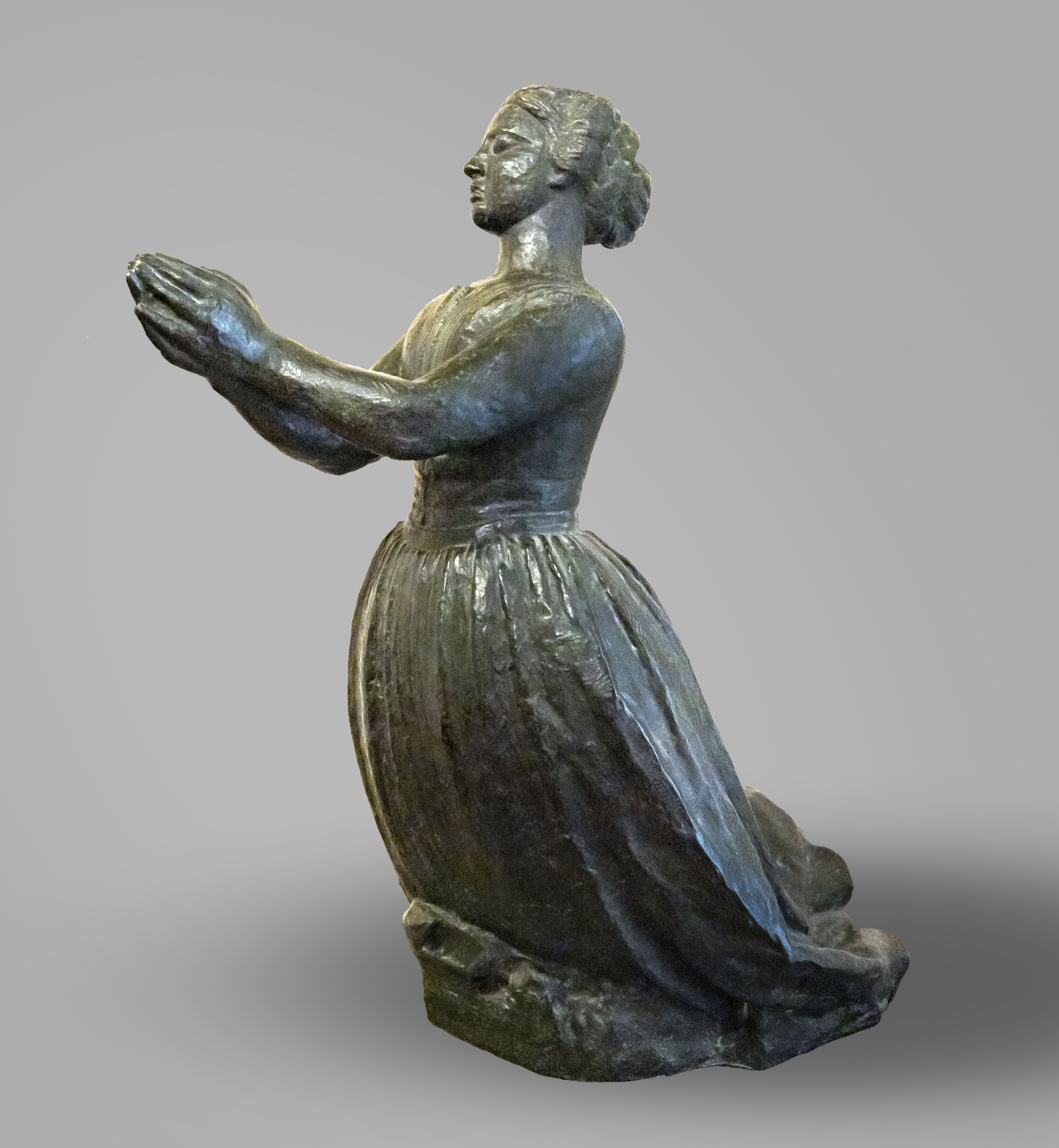
Жанна д’Арк. 1898. Бронза. Музей Тулуз-Лотрека, Альби
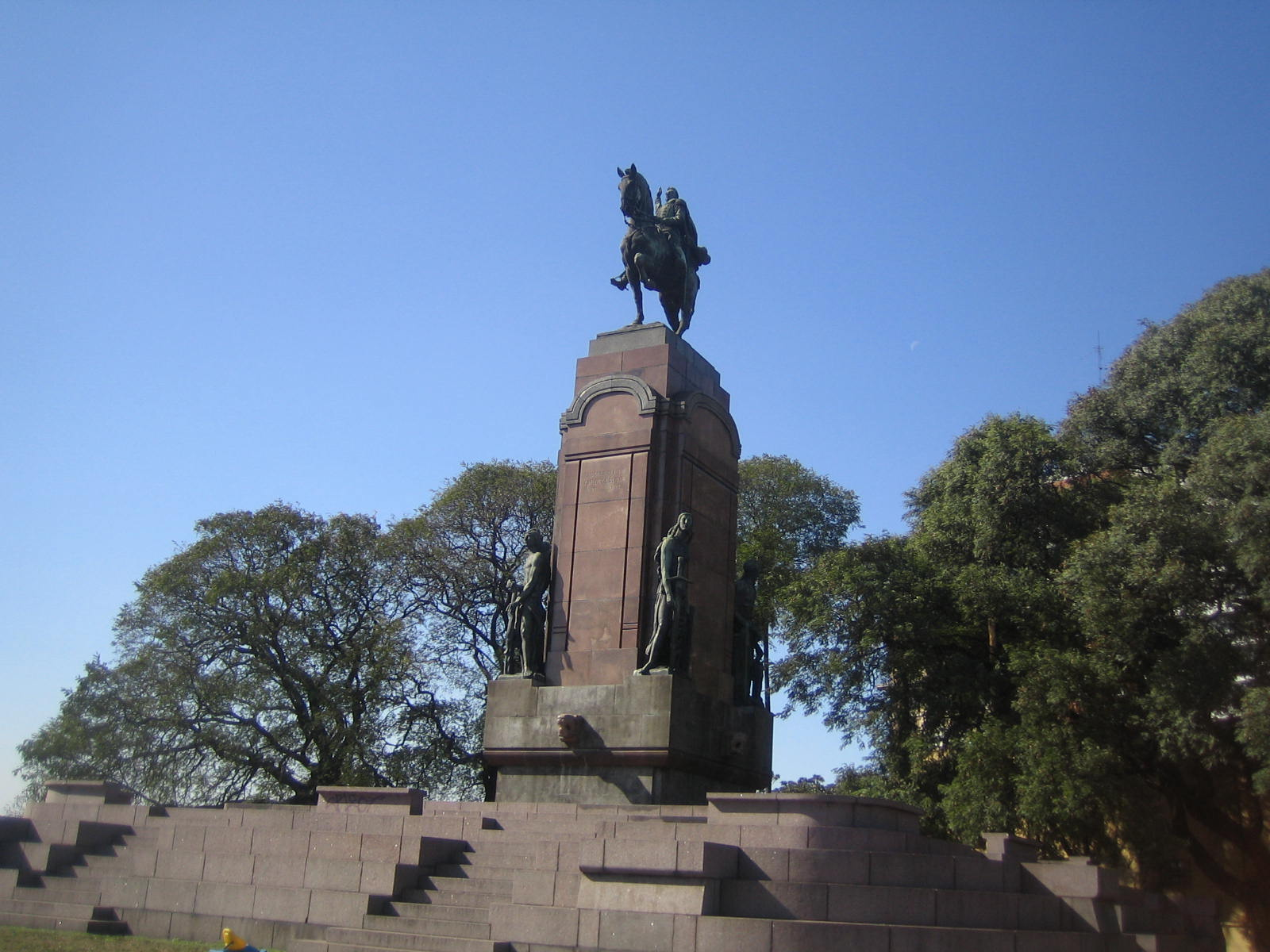
Памятник генералу Карлосу Мария де Альвеару. 1922. Буэнос-Айрес, Аргентина
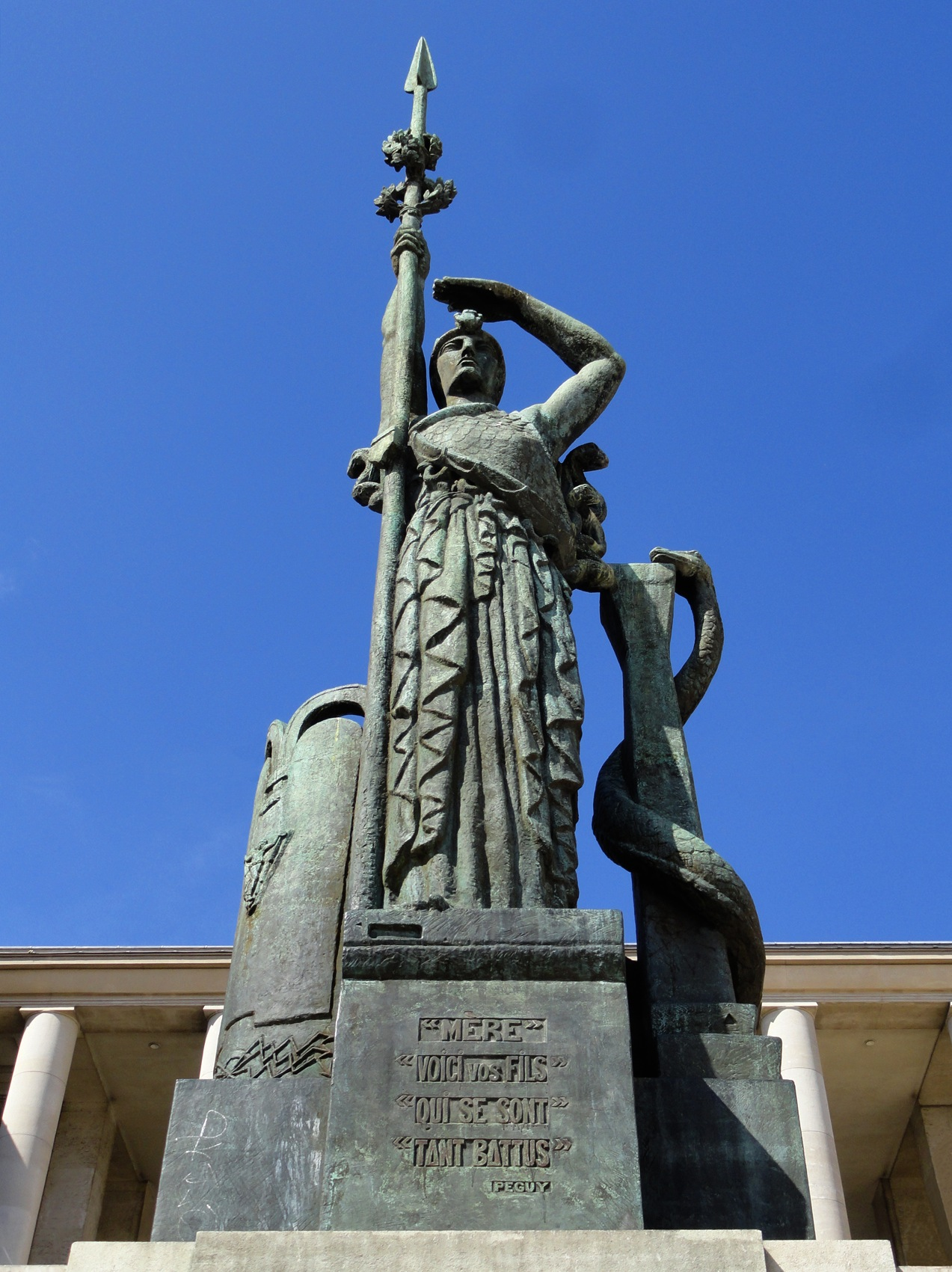
Монумент «Франция». 1922 (установлен в 1948 г.). Бронза. Дворец Токио, Париж